# Jaf

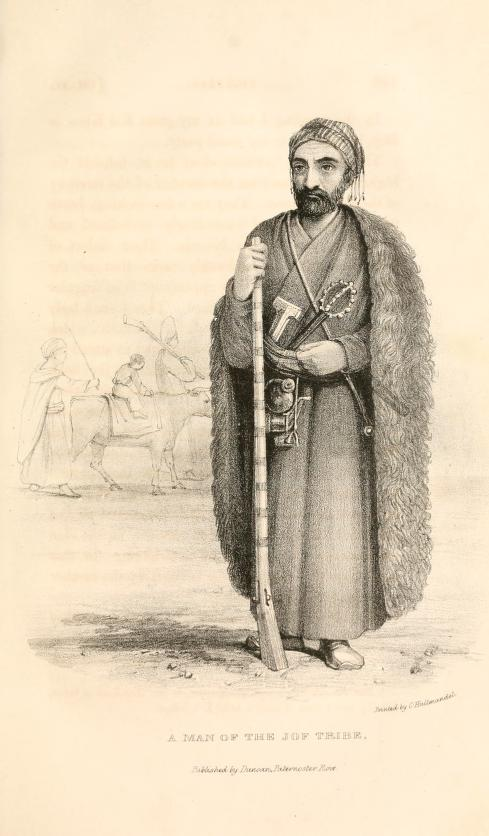
Miembro de la tribu jaf, primera mitad del siglo XIX.

Jaff (kurdo: جاف; también Jahf, Jaaf, Jaf, Caf) es la tribu kurda más grande, también conocida como clan, que vive en las zonas fronterizas de Irán e Irak. Su corazón está entre Sulaymaniyah y Sanandaj. La tribu se adhiere predominantemente a la escuela Shafi'i con muchos seguidores Naqshbandi y Qadiriyya. Se originó en el año 1114 por Zaher Beg Jaff, otros líderes importantes fueron Mohamed Pasha Jaff, Lady Adela, Osman Pasha Jaff y Mahmud Pasha Jaff, su hogar ancestral es el Castillo de Sherwana. El Imperio Otomano les otorgó el nombre de Pasha, un título nobiliario, en el siglo XVIII. Son la tribu kurda más grande de Medio Oriente con aproximadamente 4 millones de personas y hablan Babani Sorani. Gobernaron el Principado de Ardalan hasta la década de 1860.

## Distribución geográfica
La tribu Jaff vive en las siguientes ciudades y pueblos: Helebce, Kelar, Silêmanî, Ravansar, Sine, Ciwanrro, Selas-bawecanî, Kirmaşan, Xaneqîn.

## Historia
Occidente inició vínculos con la tribu Jaff durante la Primera Guerra Mundial, cuando Ely Bannister Soane estableció contacto. Después de la guerra, la tribu se opuso al jeque Mahmud Barzanji, así como al fracaso de Gran Bretaña de otorgar autonomía a los kurdos en Irak. A principios del siglo XX, la tribu controlaba una novena parte de Irak y controlaba el sistema de comunicaciones del país. En 1933, unos 100.000 fusiles estaban en manos de la tribu, a diferencia de los sólo 15.000 del recién creado Irak. Durante este período, la tribu se sedentarizó.

## Miembros Notables
Líderes y políticos
- Mohamed Pasha Jaff, rey kurdo y jefe supremo de la tribu Jaff, construyó el castillo de Sherwana en 1734.
- Osman Pasha Jaff, (nacido en 1846), rey kurdo, líder de la tribu Jaff y casado con Adela Khanum de la antigua tribu Ardalan.[12]
- Adela Jaff (1847-1924), llamada Princesa de los Valientes por los británicos; Casada con el rey kurdo Osman Pasha Jaff, era famosa por su papel en la región, concretamente en la era del jeque Mahmood Al-Jaff Hafeed.
- Ahmed Mukhtar Jaff (1898-1934), fue miembro del parlamento iraquí y alcalde de Halabja.
- Nawzad Dawood Beg Jaff (también conocido como Nozad Dawood Fattah Al Jaff), presidente de North Bank Iraq y líder de la tribu Jaff.[13][14][15]
- Akram Hamid Begzadeh Jaff, líder, político y exministro de Agricultura kurdo en Irak.
- Hanna Jaff (nacida en 1986), kurda mexicana nacida en Estados Unidos, política, filántropa, autora y portavoz.[16][17][18]

Artistas, poetas, cantante.
- Khanai Qobadi Jaff (hacia 1700-1759), poeta jaff del siglo XVIII.[19]
- Nali Jaff (1797 o 1800–1855 o 1856), poeta que contribuyó a hacer que el sorani sea el lenguaje literario del sur de Kurdistán.[20]
- Abdulla Goran Jaff (1904-1962).
- Tara Jaff (nacida en 1958), cantante y músico especializado en arpa.[21]

Eruditos y académicos
- Fereidoun Biglari (nacido en 1970), arqueólogo y conservador de museo.[22]

## Notas

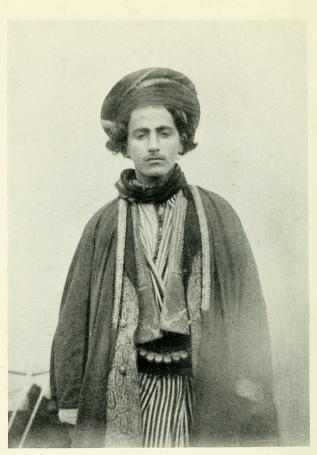
Jefe de la tribu jaf (c. 1914)